# Calabrese
Pour les articles homonymes, voir Calabrese (homonymie).
Calabrese est un groupe d'horror punk et death rock américain, originaire de Phoenix, en Arizona. Il est formé en 2003, et compte un total de six albums et un EP. La formation est composée de Bobby Calabrese, Jimmy Calabrese, et de Davey Calabrese.

## Biographie

### Débuts (2003–2005)
Les trois frères Bobby, Jimmy et Davey Calabrese ont grandi dans la ville rurale d'Antioch, dans l'Illinois, dans une grande famille d'origine italienne. Jimmy Calabrese, l'ainé du trio, se fascinera petit pour les films d'horreur et monstres fictifs grâce à un ami. Jimmy et Bobby joueront de la basse seront actifs séparément dans divers groupes locaux. En 2002, après avoir terminé un projet de film pour le Columbia College, Jimmy décide qu'il est temps pour les deux frères de former un groupe. Bobby passe à la guitare électrique, et ils recrutent Davey Calabrese, leur frère cadet, à la batterie.
En 2003, le groupe auto-produit un EP, Midnight Spookshow. L'EP est bien accueilli dans la scène underground. Tony O'Farell, l'artiste localisé dans le Michigan, est recruté pour la couverture. Aaron Carey (pipelineaudio) enregistrera l'EP Midnight Spookshow au Studio Z de Phoenix, en Arizona. L'EP est masterisé par Andrew Davenport aux Edgeworth Studios, en Nouvelle-Zélande.
Leur tout premier album studio, 13 Halloweens, est publié en 2005 et se caractérise par un son punk rock. l'artiste canadien Andrew Barr est recruté pour la couverture de l'album. Un clip de la chanson Backseat of my Hearse est réalisé par J.D. Smith. Plus tard, le groupe est contacté par plusieurs labels indépendant, comme Antidote Records. Le groupe décline ces offres et décide finalement d'auto-publier l'album dan leur propre label, Spookshow Records.

### The Traveling Vampire Show(2006–2009)
Un an plus tard, en 2006, le groupe publie son deuxième album, The Traveling Vampire Show. L'album fait participer Tom Bagley (du groupe de punk rock canadien The Forbidden Dimension) et Andrew Barr à la couverture. The Traveling Vampire Show continue dans la lignée de 13 Halloweens explorant des thèmes tels que le paranormal, et le vampirisme. Les clips de Voices of the Dead et Vampires Don't Exist sont réalisés par Brian Pulido. Voices of the Dead est tourné au Collins College Studio  à Tempe, en Arizona, et diffusé le 1er mars 2007 aux Chandler Cinemas après une performance scénique du groupe.

### They Call Us Death(2010–2011)
Sur They Call Us Death (2010), les racines metal et punk rock du groupe battent leur plein. Avec un tempo plus rapide et des voix plus agressives, Calabrese continue à s'épanouir dans l'écriture. They Call Us Death est plus agressif et sombre que ses prédécesseurs. Les frères Calabrese développeront un style bien plus sombre. Bobby Calabrese révèle s'être inspiré de groupes comme The Dead Boys, The Stooges, The Damned, The Cult et Motörhead sur l'album. L'album est publié le 20 mars 2010 sur Spookshow Records.

### Dayglo Necros(2012)
Dayglo Necros continue dans la lignée du punk. Suivant les traces de son prédécesseur, l'album They Call Us Death, le son est plus rapide et plus sombre, et réussit à garder l'esprit des albums 13 Halloweens et The Traveling Vampire Show. Il mêle des sons pop et des éléments sombres du punk. Dayglo Necros est publié le 1er juillet 2012 chez Spookshow Records.

### Derniers albums (depuis 2013)
Calabrese publie l'album Born With a Scorpion's Touch en 2013. À travers l'album, le groupe passe du rock au metal, en passant par le rock n’ roll. Born With a Scorpion's Touch est publié le 1er octobre 2013.
En 2015, ils sortent leur dernier album, Lust for Sacrilege.

## Style musical et influences
À l'origine, Calabrese est un groupe de punk rock. Cependant, le groupe s'associe à un sous-genre du mouvement musical Punk, c'est-à-dire le Death Rock ou le Horror Punk. Le groupe utilise donc des rythmes rapides, des guitares amplifiées de distorsions, des techniques simples et des chants lancés. L'appartenance aux sous-genres mentionnés précédemment réside dans l'imagerie et dans les paroles du groupe. En effet, le groupe fait maintes références au monde du cinéma d'horreur et de la littérature gothique contemporaine dans ses paroles. Le monde visuel de la formation est lui aussi mis en lien avec la culture gothique et de l'horreur. 
Au niveau des influences, Calabrese puise explicitement dans les racines d' l'horror punk. On remarque donc beaucoup de similitudes entre Calabrese et The Misfits. Les membres du groupe s'inspirent également de Rob Zombie, The Ramones et AFI (mais plus particulièrement l'époque allant de 1997 à 2001). 

## Discographie
- 2003 : Midnight Spookshow EP
- 2005 : 13 Halloweens
- 2007 : Traveling Vampire Show
- 2010 : They Call Us Death
- 2012 : Dayglo Necros
- 2013 : Born With a Scorpion's Touch
- 2015 : Lust for Sacrilege